# Pax Romana
A Pax Romana (római béke) a római történelem nagyjából 200 éves korszaka, amelyet a viszonylagos béke és rend, a virágzó stabilitás, a hegemón hatalom koraként jellemeznek. A latin nyelv és műveltség a birodalom egész területén meghonosodott. Hagyományosan úgy datálják, hogy Augustus római principatusának megalapításával kezdődött, majd i.sz. 180-ban Marcus Aurelius halálával zárult.
Eredetileg Augustus császár jelszava volt, mely szerint a birodalomban a római békét hozta el kormányzásával. 

## Alapelve
Róma sehol sem szólt bele a provinciák vallási, gazdasági és törvénykezési életébe. Meghagyta a helyi elitet és a társadalmi struktúrákat. Alacsony adókat vetett ki a provinciákra (maximum 2,5%-ot), ez fedezte a római közigazgatás és a megszálló csapatok költségeit. Róma a világkereskedelemből akart komoly haszonra szert tenni, ehhez pedig béke kellett.

## Kialakulása
Augustus, miután győzelmet aratott Marcus Antonius felett, a Pax Romana alapelveit követte. A birodalom terjeszkedése megállt, határháborúkra korlátozódott. Keleten békét kötött a Pártus Birodalommal.